# Avernus Colles

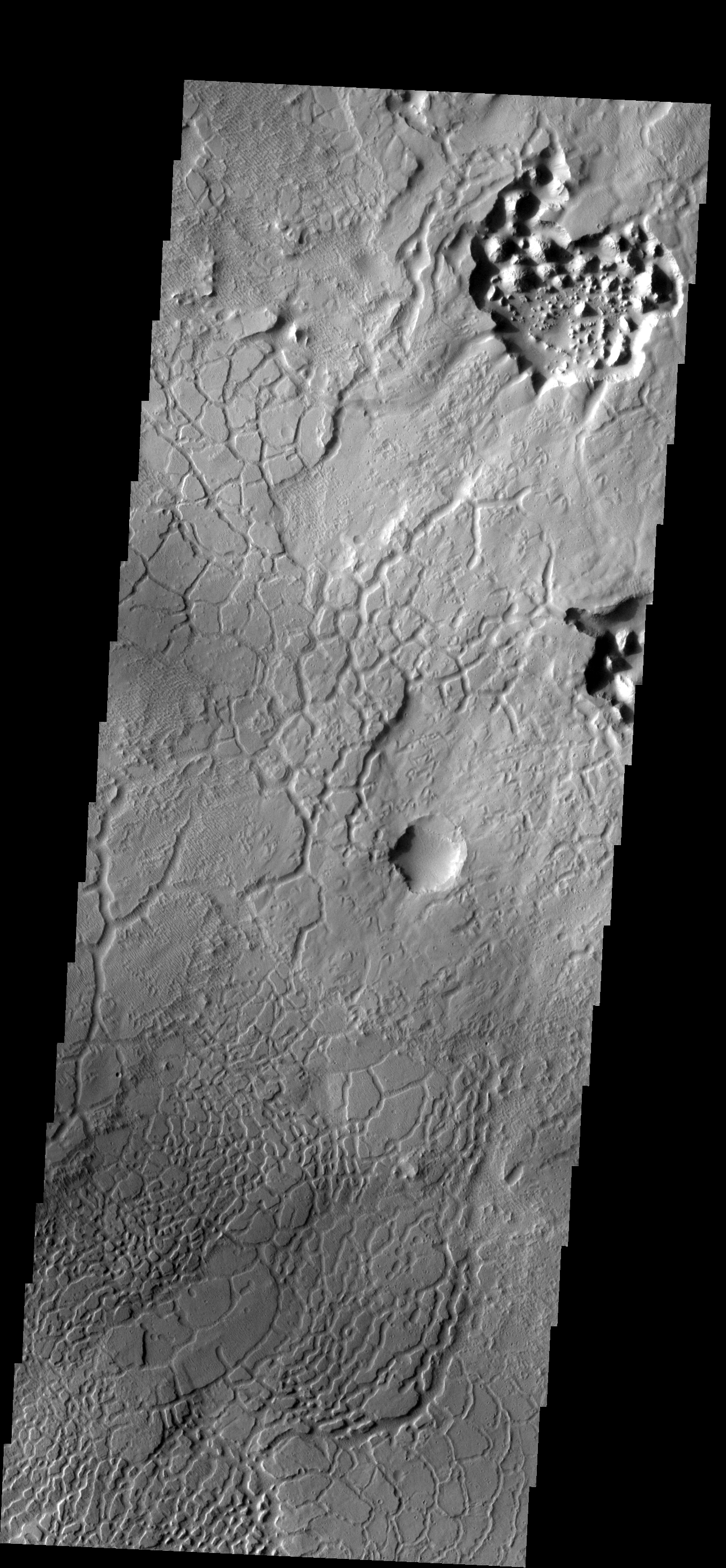
Terreno fraturado em Avernus Colles

Avernus Colles é uma região de terreno fraturado em Marte, na margem sudoeste de  Elysium Planitia, à latitude 1.6°S, longitude 171°E. A região é bastante extensa, tendo um diâmetro de 244km. Seu nome vem de um lago na  Campânia, Itália, o qual alguns acreditam ser a entrada para o submundo. 